# Pacific DC Intertie

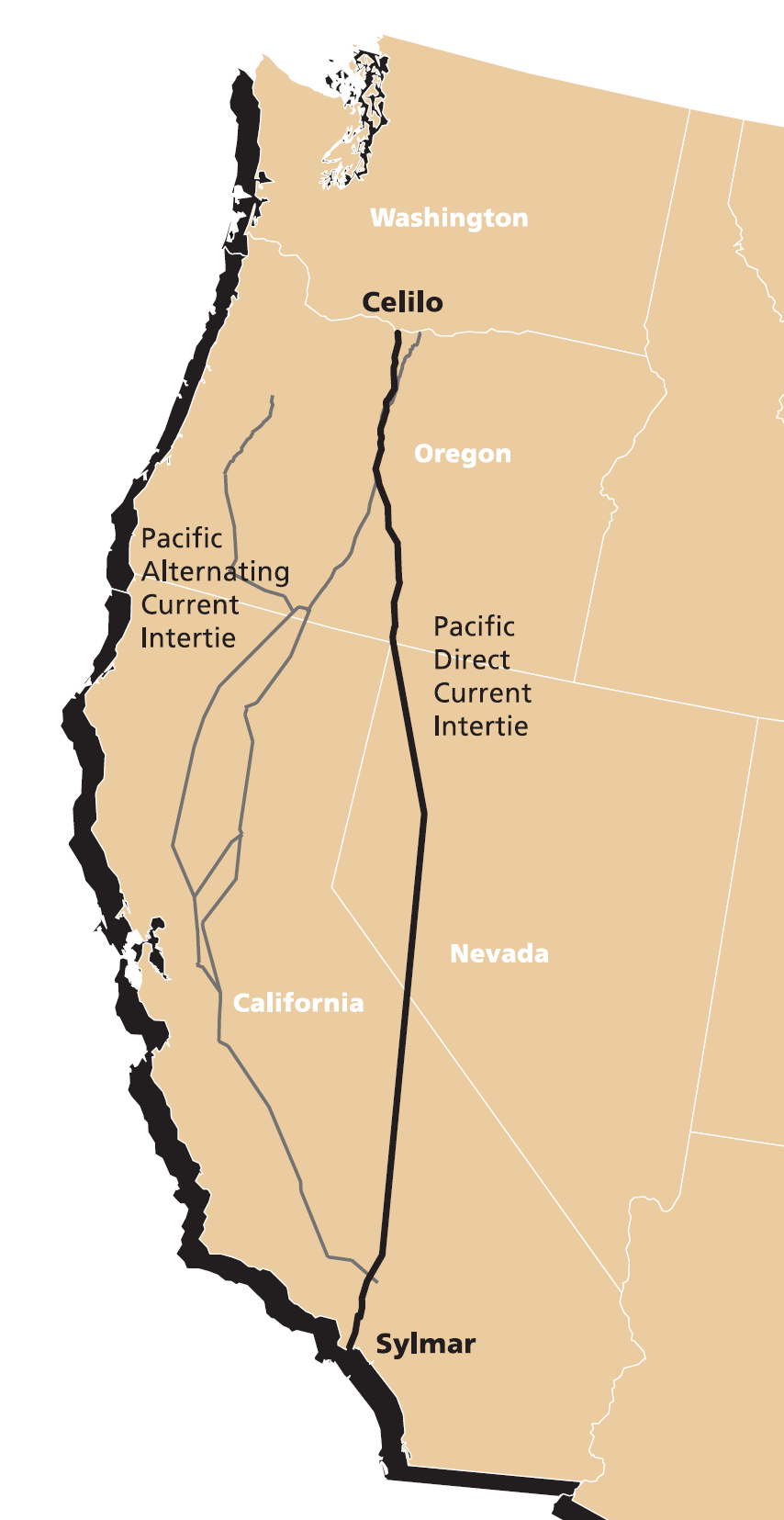
Tracé de la ligne à haute tension courant continu de Pacific Intertie

Pacific DC Intertie est une ligne HVDC qui relie électriquement le Nord-Ouest Pacifique à Los Angeles au sud de la Californie. La ligne a en 2013 une puissance de 3 100 MW.
Elle relie deux postes électriques : Celilo et Sylmar. Le premier se trouve dans la ville de The Dalles dans l'Oregon au bord du fleuve Columbia. Il est exploité par la société Bonneville Power Administration. Le second se trouve dans le quartier éponyme au nord de Los Angeles. Il est possédé par cinq sociétés d'approvisionnement en électricité et géré par LADWP. Même si la ligne peut faire transiter la puissance dans les deux directions, en pratique le flux est quasiment toujours du nord vers le sud.
La ligne a été construite afin d'acheminer l'énergie hydroélectrique du fleuve Columbia vers le sud de la Californie. L'idée était apparue dès les années 1930, mais fait face à l'époque à une forte opposition. En 1961, le président John F. Kennedy autorise l'utilisation de la technologie HVDC développée par ASEA pour réalisation de ce grand projet. Les sociétés énergétiques californiennes privées s'opposent au départ au projet, mais finalement les réponses d'Uno Lamm, l'expert d'ASEA, lors d'une conférence de l'IEEE à New York en 1963 permet de les convaincre de sa faisabilité technique. Au moment de sa mise en service en 1970, on estime que la ligne permet aux consommateurs de Los Angeles d'économiser chaque jour environ 600 000 $ sur leur facture électrique.
Pacific Intertie permet de mettre à profit les comportements de consommation électrique différent dans les deux régions connectées. Ainsi, en hiver les régions du nord consomment beaucoup d'électricité à cause des besoins en chauffage. Au contraire, le sud n'a à cette période que peu de besoins. En été, par contre, les climatiseurs sont très utilisés dans le sud alors que la consommation au nord est très modérée.

## Histoire

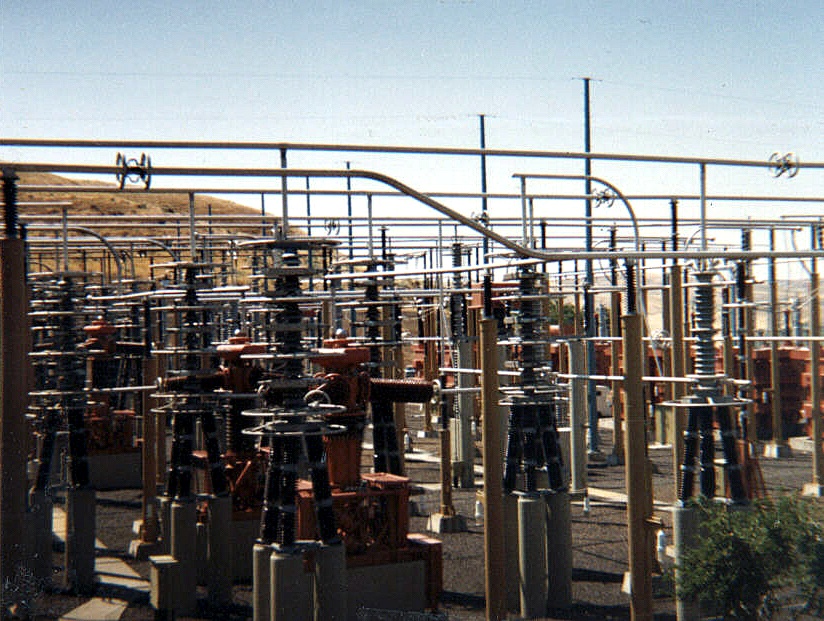
Poste de Celilo en 1989.

Pacific DC Intertie utilisait lors de sa mise en service en mai 1970 des convertisseurs à valves à vapeur de mercure. Ces dernières étaient connectées en série dans trois ponts à 6 pulsations pour chaque pôle. Chaque valve avait une tension de blocage de 133 kV et un courant maximum de 1 800 A. Au total la transmission avait une puissance de 1 400 MW, les lignes DC une tension de ±400 kV.
En 1971, le tremblement de terre de San Fernando, dont l'épicentre se trouve à Sylmar, endommage fortement le poste de Los Angeles. Les travaux de réparation et de reconstruction sont terminés en 1972.
Au cours de son existence Pacific DC intertie a été améliorée à de nombreuses reprises. En 1982, la puissance des convertisseurs est portée à 1 600 MW grâce à quelques améliorations. En 1984, la tension de la ligne DC est changée pour être désormais de ±500 kV. Chaque pôle reçoit un ponts de thyristors à 6 pulsations de 100 kV. Au total la puissance atteint 2 000 MW. En 1989, un nouveau bipôle est installé en parallèle au premier, il apporte une puissance supplémentaire de 1 100 MW. Ce nouveau bipôle porte le nom de Pacific Intertie Expansion. En 1993, un incendie détruit complétement un des pôles de Pacific Intertie Expansion au poste de Sylmar. Il est remplacé entre 1994 et 1995. En 2004, les vieilles valves à vapeur de mercure sont remplacées par des valves à thyristors.
En 2012, Bonneville Power Administration lance un appel d'offres afin de porter la puissance du poste de Celilo à 3 800 MW avec une tension nominal de 560 kV. Il est remporté par ABB, les travaux doivent se terminer en 2016.
| Année | Tension continue (kV) | Puissance (MW) | Constructeur                        |
| ----- | --------------------- | -------------- | ----------------------------------- |
| 1970  | 400                   | 1400           | ASEA / GE                           |
| 1982  | 400                   | 1600           | ASEA                                |
| 1984  | 500                   | 2000           | ABB                                 |
| 1989  | 500                   | 3100           | ABB                                 |
| 1994  | 500                   | 3100           | Siemens                             |
| 2004  | 500                   | 3100           | Siemens pour Celilo ABB pour Sylmar |

## Technologie actuelle

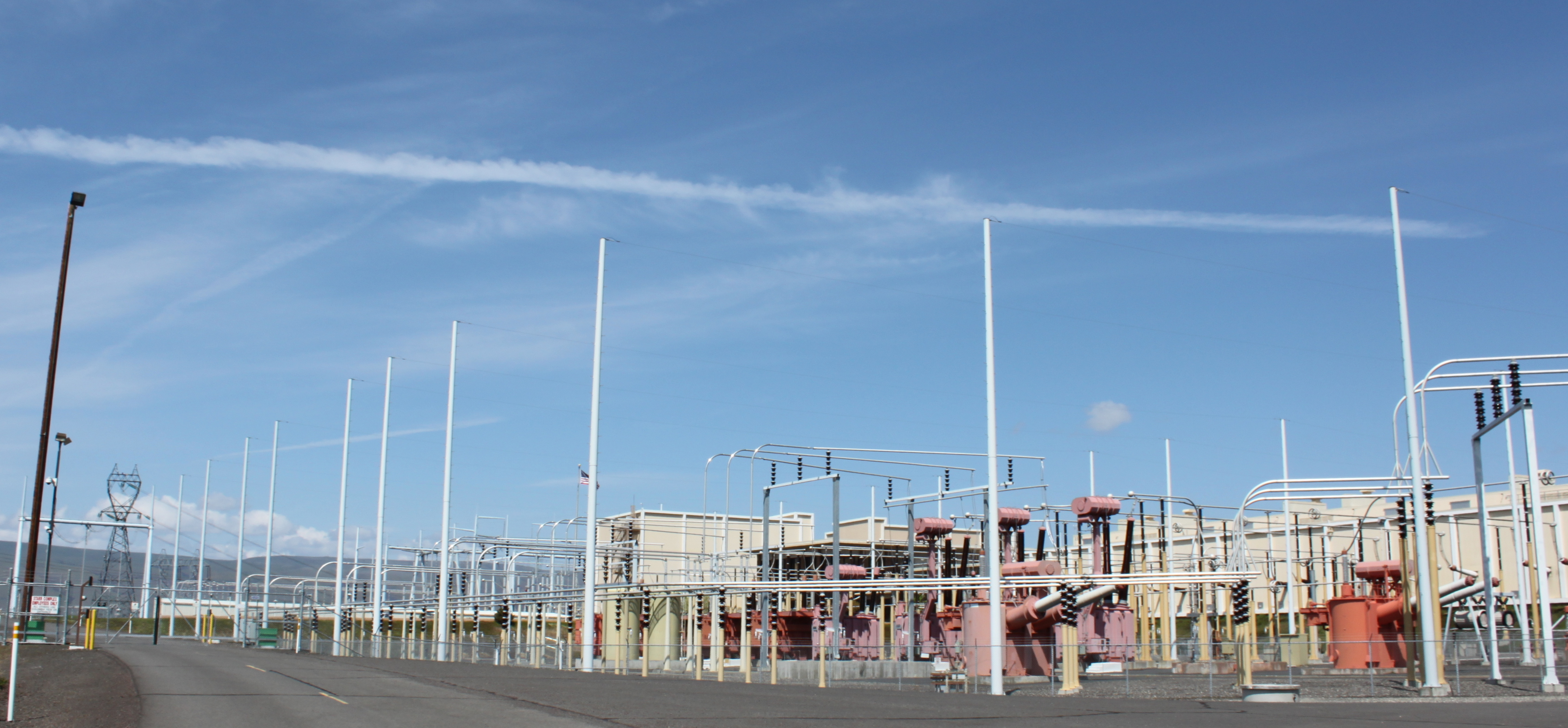
Poste de Celilo en 2009.

La technologie HVDC est particulièrement adaptée au transport de grandes puissances sur de longues distances. Dans de tels cas, les pertes électriques sont moins élevées que pour une ligne à haute tension en courant alternatif. L'absence de consommation de puissance réactive par la ligne évite également le recours à la compensation électrique nécessaire pour les longues lignes AC.
Dans le détails, la ligne aérienne DC a, en 2013, une tension nominale de ±500 kV, une longueur de 1 362 km. Elle est constituée de deux systèmes (un à +500 kV, un à -500 kV) chacun possédant deux conducteurs en aluminium à âme d'acier de section 1 171 mm2. Le poste conversion de Celilo est relié à un réseau AC de tension 500 kV et de fréquence 60 Hz. Le poste de conversion de Sylmar est relié quant à lui à un réseau AC de tension 230 kV et de même fréquence qu'à Celilo.
Les deux postes de conversion sont des bipôles à retour par électrodes.

## Disjoncteurs HVDC
Le poste de conversion de Celilo sert de cadre entre 1984 et 1985 à l'expérimentation de disjoncteurs HVDC. Les équipes de Westinghouse et BBC développent pour l'occasion un modèle capable d'interrompre un courant de 2 kA la première année, puis améliore ses performances l'année suivante. Il peut alors interrompre 4 kA,.